# Dysphania snelleni
Dysphania snelleni là một loài bướm đêm trong họ Geometridae.